# Zur güldenen Rose

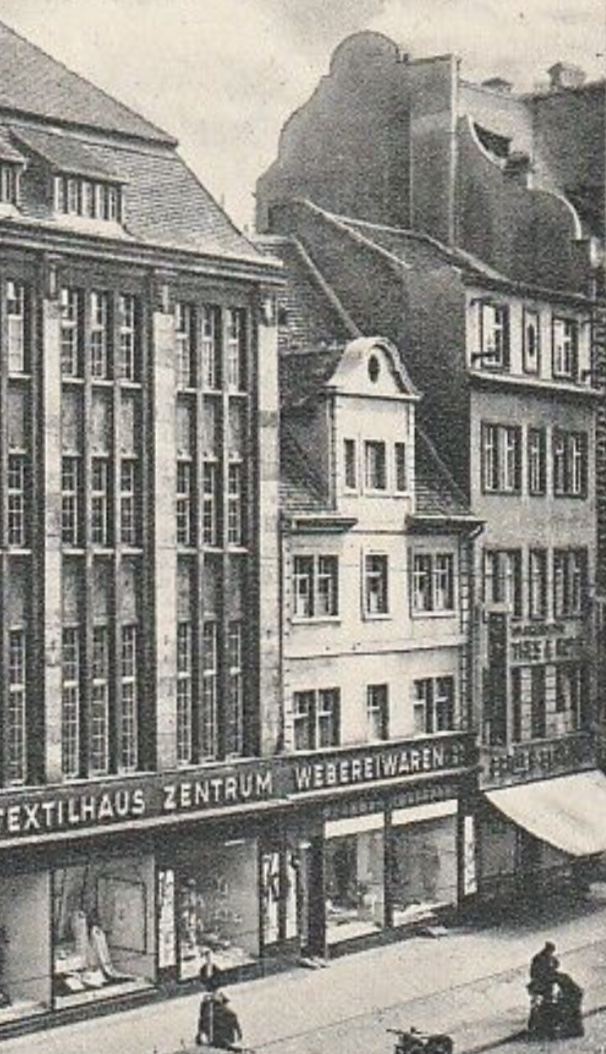
Brauhaus Zur güldenen Rose, 1943 oder früher

Das Brauhaus Zur güldenen Rose, auch Zur goldenen Rose, war ein historisches Gebäude in Magdeburg im heutigen Sachsen-Anhalt. Es wurde im Zweiten Weltkrieg zerstört und gilt als verlorengegangenes Baudenkmal.

## Lage
Das Gebäude befand sich in der Magdeburger Altstadt auf der Ostseite des Breiten Wegs, an der Adresse Breiter Weg 57, etwas nördlich der Einmündung des Alten Markts. Das zum Grundstück gehörige Hinterhaus grenzte nach Osten an die Schwertfegerstraße und hatte dort die Adresse Schwertfegerstraße 20.

## Geschichte und Architektur
In der Vergangenheit befanden sich auf dem Grundstück zwei Häuser.
Das südliche der beiden Häuser trug bereits in dieser Zeit den Namen Rose. Vor dem Jahr 1631 gehörte dieses Haus dem Kaufmann Peter Giebende. Ihm folgte 1631 der Ratsschreiber David Nesener senior nach, der mit Anna Giebende verheiratet war. Er blieb bis 1644 Eigentümer des Grundstücks. 1652 veräußerten seine Erben die Fläche für 550 Taler an den Bürgermeister David Brauns, der bereits 1653 zum gleichen Betrag das Grundstück an den Tuchhändler Bartholomeus Macke weiterverkaufte. Macke bebaute das Grundstück bis 1659, verstarb jedoch in diesem Jahr. Ihm folgte als Eigentümer der Tuchhändler Christoph Schröder nach. Er war möglicherweise der zweite Ehemann der Witwe Macke. Er erwarb das nördliche benachbarte Grundstück hinzu. Das genaue Jahr des Ankaufs ist nicht überliefert.
Das nördliche Anwesen gehörte 1631 dem Buchhändler Emmeran Kirchner und nach ihm dem Buchhändler Ambrosius Kirchner. Auf ihn folgte 1644 sein Bruder, der Seidenkrämer Wolfgang Kirchner. Er war 1631, nach der Zerstörung der Stadt, nach Braunschweig geflohen. Es gelang ihm jedoch nicht, sich wieder dauerhaft heimisch zu machen. Der Zustand des Anwesens war 1644, 13 Jahre nach der Zerstörung, noch schwierig. Die Trümmer der Brandstätte standen noch zwei Gemach hoch.
Nach Christoph Schröders Tod heiratete seine Witwe den Gewandschneider Engelhart Balhorn, der 1675 Eigentümer des unter Schröder vereinigten Grundstücks war. Das bis zum Zweiten Weltkrieg bestehende dreigeschossige Gebäude entstand dann im Jahr 1676. Oberhalb des Erdgeschosses befand sich auch eine auf dieses Jahr hinweisende Inschrift. Engelhart Balhorn verstarb 1705, seine Witwe blieb bis 1710 Eigentümerin. Aus dem Nachlass übernahm es ihr Sohn, der Kaufmann Gottfried Schröder für 3000 Taler. Der Schiffer Samuel Gottfried Berbig wurde 1718 Eigentümer. Andere Angaben nennen für das Jahr 1713 den Kämmerer Gottfried Berbig und einen Kaufpreis von 2600 Talern. 1733 erwarb es Aug. Altwein für 3290 Taler.
Im ersten Drittel des 18. Jahrhunderts erfolgte ein Umbau. In diesem Zusammenhang entstand das dreiachsige Zwerchhaus. Der 2-1-2 Rhythmus der Fensterachsen des Hauses mitsamt Hohlkehlen in den Rahmen ging jedoch auf die ursprüngliche Fassung zurück. Am Zwerchhaus wurde der Rhythmus als 2-3-2 ausgeführt, wie man ihn zum Beispiel auch am Haus Zum goldenen Greif am Alten Markt fand. Auch die Stuckgliederung und die Blendfenster nahmen diesen neuen Rhythmus auf. Die Fassade war ohne plastischen Schmuck ausgeführt. Als Rahmung der Fenster dienten dünne Ohrenstäbe, die Lisenen waren genutet.
In der Zeit um 1823 war ein Ferchlandt Eigentümer des Gebäudes, 1845 Carl Koch. In den Jahren 1861 und 1870 wurde der Brauereibesitzer Wallbaum als Eigentümer genannt, der 1861 auch eine Malzdarre auf dem Grundstück errichten ließ. In den 1870er Jahren präsentierten sich die Fenster in ihrer ursprünglichen Gestaltung, während die Eingangstür modernisiert worden war. Noch 1914 war die Rentnerin M. Wallbaum Eigentümerin, 1925 dann die Wallbaumschen Erben. Zumindest seit 1938, aber auch noch 1942/1943 gehörte es der Magdeburger Grundwert AG. Gemeinsam mit dem nördlich sich anschließenden Bau Breiter Weg 58 bis 60 gehörte Zur güldenen Rose zum Textilhaus Zentrum. Im Zweiten Weltkrieg wurde das Gebäude zerstört. Ende September 1944 geriet es in Folge eines Luftangriffs in Brand. 1945 wurde das Gebäude endgültig zerstört. Das Hauszeichen der Goldenen Rose befand sich noch in den 1930er Jahren am Gebäude. Der Verbleib ist unklar, vermutlich ging es bei der Zerstörung des Hauses verloren.
Am Gebäude befand sich bis 1944/1945 auch der Hausstein Zum Marientempel des benachbarten Gebäudes Breiter Weg 58. Dieser Stein wurde in der Zeit um 1946 von einem Team unter Leitung des Heimatforschers Werner Priegnitz geborgen. Nach einer Restaurierung wurde dieser Stein Bestandteil der Hauszeichenwand am Alten Markt.
In der Zeit der DDR wurde das Gelände durch einen zehngeschossigen Plattenbau, den sogenannten Mariettabar-Block bebaut. Nach 1990 wurde dieser abgerissen und ein Neubau errichtet.